# Großsteinberg
Großsteinberg ist ein Gemeindeteil der sächsischen Gemeinde Parthenstein im Landkreis Leipzig.

## Geografie
Großsteinberg liegt etwa 6,5 Kilometer nordnordwestlich von Grimma. Nordöstlich des Ortes verläuft die Bundesautobahn 14, die nächstgelegene Anschlussstelle ist Klinga. Großsteinberg wird in nordwestlicher Richtung vom Gladegraben durchflossen.
Nachbarorte von Großsteinberg sind Klinga im Norden, Beiersdorf im Nordosten, Hohnstädt im Osten, Grimma und Grethen im Südosten, Großbuch im Süden, Pomßen im Südwesten, Köhra im Westen sowie Naunhof im Nordwesten.

## Geschichte

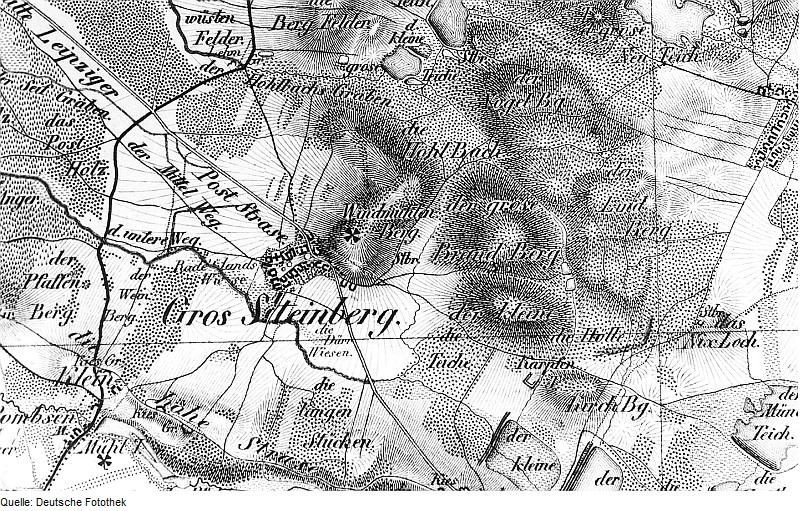
Großsteinberg auf einer Karte von Hermann Oberreit (1836–1839)

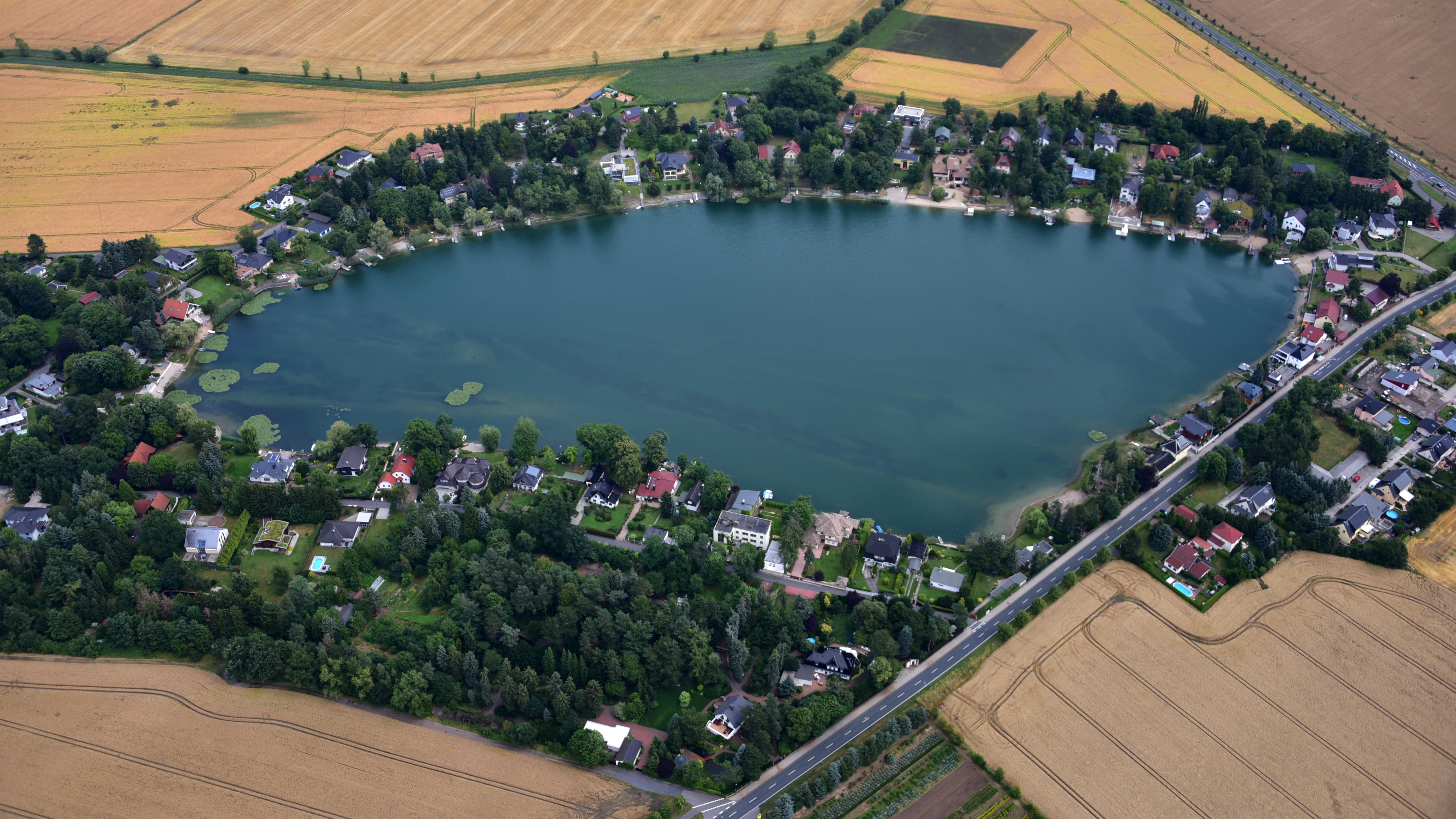
Großsteinberg am See, Luftaufnahme (2017)

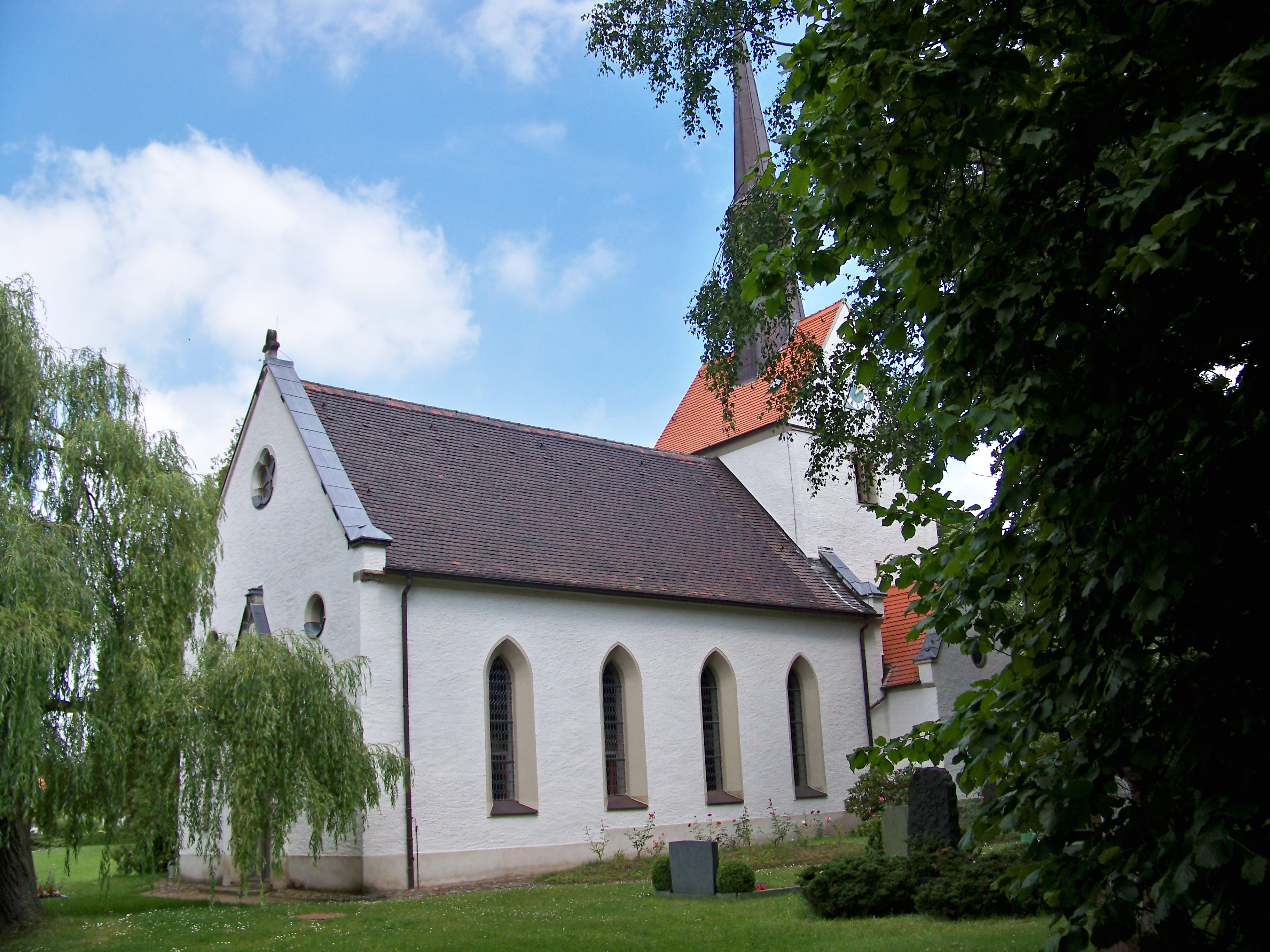
Kirche (2009)

1932 wurden bei Bau eines Sportplatzes an der Hohen Straße Scherben aufgefunden, nach Information des Geschichts- und Altertumsforschers Prof. Dr. Henning wurden im Fortgang sieben gut erhaltene Gräber mit Beigaben, darunter u. a. Bronzearmbänder, Bronzenadeln und Pfeilspitzen, freigelegt. Die Funde datieren auf eine Zeit um ca. 1200 v. Chr. 1978 bis 1979 wurden weitere archäologische Grabungen durchgeführt, wobei weitere zahlreiche Gräber eines Gräberfeldes aus dieser Zeit freigelegt wurden. Funde aus der jüngeren Eisenzeit (ca. 400 v. Chr.) nahe der bronzezeitlichen Funde lassen darauf schließen, dass sich hier eine germanische Siedlung befand.
Am 23. Dezember 1308 wurde ein Übereinkommen des Klosters Nimbschen mit der Stadt Grimma beurkundet, wonach der Stadt ein Weg und ein Grundstück vom Kloster übereignet wurde. Einer der Ratsherren, der darin genannten Ratsherren Ber de Steynberc, stammte aus dem später Großsteinberg bezeichneten Ort. Das Gebiet um den Ort gehörte im 12. Jahrhundert zum Osterland. Das heißt, das vom Bistum Merseburg aus gesehen östlich der Saale gelegene Land, welches slawisch besiedelt war. Bis 1557 unterstanden Großsteinberg sowie weitere 24 Ortschaften der Gerichtsbarkeit des Naunhofer Schlossvogtes, die kirchliche Gerichtsbarkeit übte der Bischof zu Merseburg. 1430 verwüsten Truppen der Hussiten den Ort. In einer Schrift von 1695 wird erstmals ein Schenkwirt und Hufschmied Barthel Printz genannt.
Vor 1614 gehörte der Ort zum Rittergut Belgershain. In ebendiesem Jahr kaufte David Döring Belgershain und zog es zum Rittergut Böhlen zusammen. Die Folgen des Dreißigjährigen Krieges wirkten sich in Großsteinberg erst nach 1630 aus. Mit großer Wahrscheinlichkeit durchzog 1632 Wallenstein mit seinem Heer den Ort, als er von Grimma über Naunhof nach Leipzig vorrückte. General Heinrich von Holk ließ 1632 die Grimmaer Gegend brandschatzen und ausplündern. Bereits ein Jahr zuvor sind nahezu 60 Großsteinberger infolge der Pest ums Leben gekommen.
Aus alten aufgefundenen Heirats- und Sterbelisten lassen sich um 1660 für Großsteinberg u. a. die Berufe Pferdner, Gärtner, Häusler, Hofmeister, Hofdrescher, Bäcker, Schafsknecht, Schafmeister, Hirt, Hutmann, Schneider, Zimmerer, Zeugmacher, Schmied und Schankwirt, Schuster, Einnehmer, kurfürstlicher Reiter, Glöckner, Kirchvater, Gerichtsschöffe und Dorfrichter belegen.
1693 übernahm Adam Friedrich Döring das Großsteinberger Gut, welches ein eingesetzter Hofmeister verwaltete. Ein Enkel, David Ernst Friedrich, erbte Hohnstädt und zog Böhlen sowie Großsteinberg hinzu. 1787 wurde das Gut an Johanna Christina Loth in Leipzig verkauft. Bereits 1764 wird der Name eines Branntweinbrenners Daniel Kühnitsch genannt. 1788 wütete im Ort ein Großbrand, dem fünf Bauerngüter zum Opfer fielen.

Im Zusammenhang mit der Völkerschlacht bei Leipzig durchzogen 1813 Truppen verschiedener Nationalitäten den Ort. August Schumann nennt 1816 im Staats-, Post- und Zeitungslexikon von Sachsen Großsteinberg betreffend u. a.: 

„[…] an der Poststraße nach Leipzig gelegen. Die Partha fließt etwas links vorbei. Das Dorf hat an 200 Einwohner, mit 11 ½ Hufen, 8 Pferden, 97 Kühen, […]; es gehört schrifts. zu dem Rittergute Hohnstädt, hat eine Filialkirche von Pomßen, und ein Beigeleite von Grimma.“

1817 erbte die Tochter von Johanna Christina Loth das Großsteinberger Gut, welche es 1832 den Geheimen Rat und Amtshauptmann Alexander Platzmann verkaufte. Letzter Besitzer war dessen Sohn (gest. 1918), bzw. dessen Witwe bis zur Enteignung im Zuge der Bodenreform im Jahre 1945.
Mit Eröffnung der gleichnamigen Haltestelle am 14. Mai 1866 erhielt Großsteinberg Eisenbahnanschluss an der Strecke Borsdorf–Coswig. Am 1. Dezember 1902 erfolgte die Erhebung der Station zum Bahnhof.
1882 wurde die „Alte Schule“ mit einem Klassenraum erbaut. Über dem Klassenraum befand sich die Wohnung des Kantors. 1911 wurde ein neuer Schulbau mit 2 Klassenräumen, Lehrmittelzimmer und Lehrerwohnung errichtet.
Um 1903 begann der Abbau von Kies und Sand an der Naunhofer Straße für den Bau des Leipziger Hauptbahnhofes. Der Bruch erhielt einen Eisenbahnanschluss, zeitweise waren hier bis zu 300 Arbeiter beschäftigt. 1912 war der Bruch bereits wieder auf natürliche Weise geflutet, es entstanden in der Folge Landhäuser Leipziger Fabrikanten an den neu entstandenen Ufern, der See wurde vollständig umzäunt. Zu DDR-Zeiten befanden sich hier Gästehaus des FDGB, übriges Gelände nahmen vorwiegend volkseigene Betriebe in Besitz und bauten es zu Naherholungszwecken aus.
Von unmittelbaren Zerstörungen während des Zweiten Weltkrieges blieb Großsteinberg verschont, 42 Bewohner verloren im Kriegseinsatz ihr Leben.
Nach dem Zweiten Weltkrieg reichten die Räumlichkeiten des Schulbaus nicht mehr aus, der Unterricht fand zusätzlich in Gasthöfen und Gutsräumen statt. Mit den Orten Pomßen und Grethen wurde ein Schulkombinat gebildet, eine Erweiterungsbau machte sich zunehmend erforderlich. 1967 wurde der Grundstein für den Erweiterungsbau gelegt und zwei Jahre später schließlich eingeweiht. Ein Kindergarten existierte bereits 1945 und war bereits damals in der noch heute genutzten Alten Schule ansässig.
Zum 1. Januar 1994 wurde aus den bis dahin eigenständigen Gemeinden Grethen, Großsteinberg, Klinga und Pomßen die Gemeinde Parthenstein neugebildet.

### Entwicklung der Einwohnerzahl
| Jahr    | Einwohnerzahl                              |
| ------- | ------------------------------------------ |
| 1548/51 | 21 besessene Mann, 12 Inwohner, 14 ½ Hufen |
| 1764    | 21 besessene Mann, 21 Häusler, 11 ½ Hufen  |
| 1834    | 299                                        |
| 1871    | 473                                        |

| Jahr | Einwohnerzahl |
| ---- | ------------- |
| 1890 | 546           |
| 1910 | 659           |
| 1925 | 807           |
| 1939 | 867           |

| Jahr | Einwohnerzahl |
| ---- | ------------- |
| 1946 | 1304          |
| 1950 | 1248          |
| 1964 | 1185          |
| 1990 | 1204          |

| Jahr | Einwohnerzahl |
| ---- | ------------- |
| 2010 | 1281          |
| 2012 | 1258          |
| 2013 | 1239          |

### St. Martins-Kirche Großsteinberg

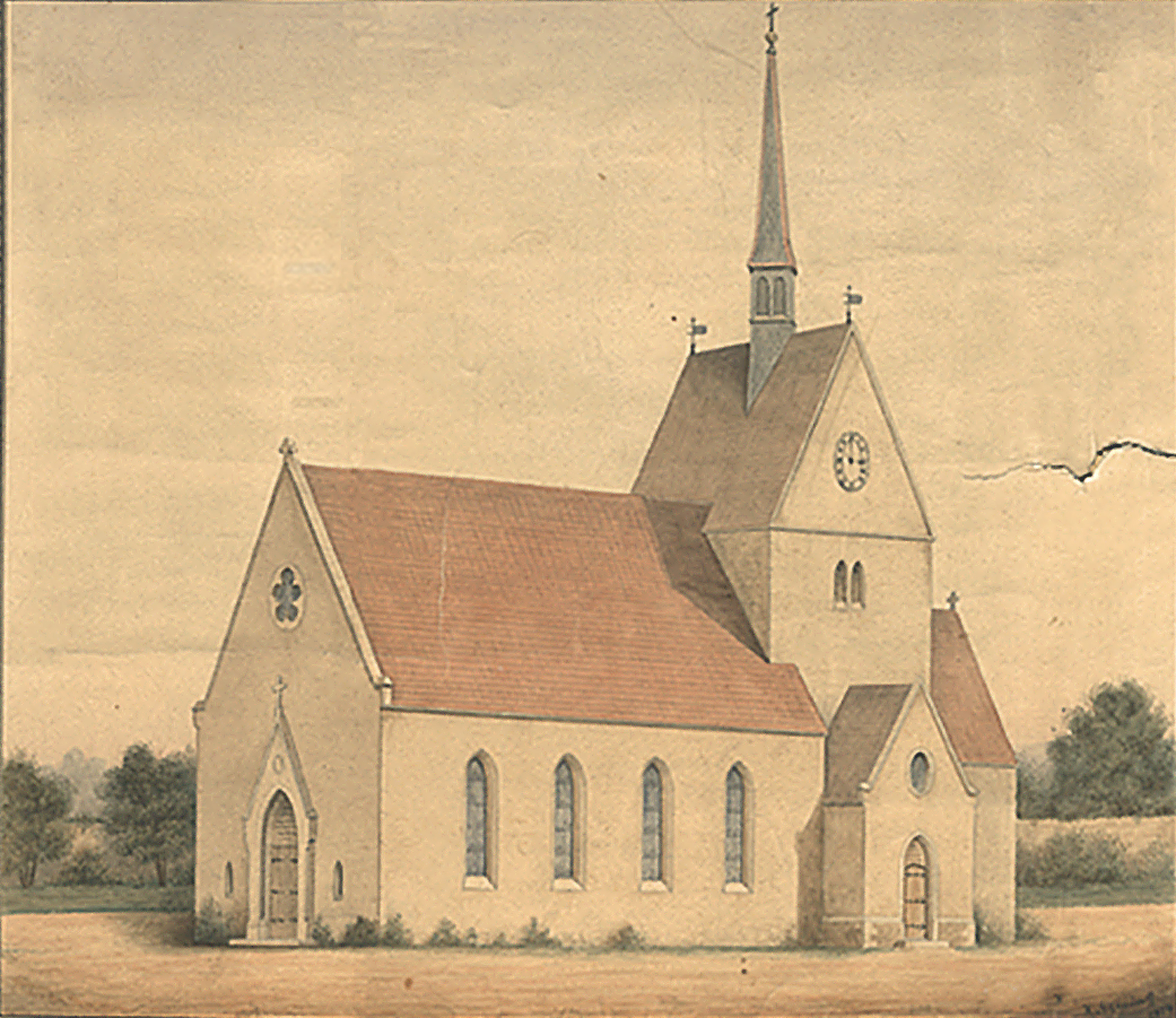
Die Großsteinberger Kirche (Zeichnung um 1875)

Eine verlässliche Jahreszahl zum Bau der heutigen Kirche ließ sich bis dato nicht finden, höchstwahrscheinlich datiert ein erster Kirchbau auf das 14. Jahrhundert zurück. Seit dem Jahr 1685 besitzt der Bau ein dreistimmiges Geläut. Die Glocken (von klein nach groß) datieren von 1503, 1458 und 1685. Im Zweiten Weltkrieg wurde die kleine und große Glocke zu Kriegszwecken 1942 abgegeben. Am 16. März 1946 beschloss der Kirchenvorstand die Neuanschaffung der zwei abgenommenen Glocken. Später konnte die kleine Glocke wieder ausfindig gemacht und zurückbefördert werden. Am 12. September 1948 erfolgte die Weihe des nunmehr zweistimmigen Geläuts. Die Neuanschaffung einer dritten Glocke musste aus Kostengründen aufgegeben werden. 1728 erfolgte der letzte Anbau sowie die Weihe der Orgel, welche vom damaligen Rittergutsbesitzer Platzmann gestiftet wurde. 1875 erfolgte der letzte Umbau der Kirche, wobei diese einen Dachreiter und eine neue Orgel erhielt. Des Weiteren wurden bunte Bleiglasfenster im Altarraum eingesetzt und eine Kanzel gebaut. Geplant wurden diese Arbeiten durch den bekannten Architekten Hugo Altendorff, Fenster und Kanzel wurden von Platzmann gespendet. 1993 wurde die bisherige Turmuhr durch eine funkferngesteuerte ersetzt. Die mechanische Uhr befindet sich bis heute im Glockenstuhl. 1997 erhielt der Dachreiter eine neue, kupferne Eindeckung, das Kreuz wurde vergoldet. 2007 wurden die Fassade des Kirchbaus erneuert sowie die Orgel vom Bad Lausicker Orgelbaumeister Klaus Gernhardt generalüberholt.

### Wirtschaft

#### Industrie
Bedeutend war und ist bis heute die Baustoffindustrie.
1904 lieferten aus Großsteinberger Brüchen Ernst Schreiber und Otto Rößler der Gemeinde Packlager für den Straßenbau. 1906 beantragt Steinbruchbesitzer Alban Vetterlein (ein Zementfachmann aus Glauchau) den Bau von Wohn-, Lager- und Stallgebäuden und einer Brecheranlage, 1908 eine Zementfabrikationshalle zur Herstellung von Zementröhren. Die Steinbrüche von Rößler & Co. und von Engelmann wurden später einverleibt. 1913 wurden bei Vetterlein 70 Arbeiter beschäftigt. Davon arbeiteten 20 in der Zementfabrik und acht stellten Pflastersteine her. Daneben existierten in der ersten Hälfte des 20. Jahrhunderts weitere kleinere Steinbruchsbetriebe. Nach Vetterlein übernahm der Industrielle Hans Herrmann den Steinbruch. Seine späteren Besitzer Kahnes & Wagner stellten mit einer Abteilung Betonwaren auch vorwiegend farbige Gehwegplatten her. 1937 produzierte dieser Betrieb 91.300 Tonnen Steine. Aus diesem Bruch ist seit 1954 das Werk „VEB Vereinigte SplittwerkeHohnstädt/Röcknitz, Betriebsteil Großsteinberg“ entstanden. 1957/59 wurde das Werk erweitert und vollmechanisiert, so dass 1962 bereits 586.000 Tonnen, 1971 891.000 Tonnen produziert werden konnten. Weitere Rekonstruktionsmaßnahmen mit einem Investitionsaufwand von ca. 12 Mio. Mark folgten 1971/75. Während dieser Zeit wurden 140 Arbeiter im Dreischichtsystem beschäftigt. Seit der politischen Wende 1990 wird dieses Werk von der Sächsischen Quarzporphyrwerke GmbH Röcknitz mit Sitz in Thallwitz betrieben.
1916 wurde die Fabrik Haase & Co. nahe dem Bahnhof errichtet, welche sich mit Geflügelzucht und Brutapparatebau beschäftigte. Im Betrieb wurden ab 1966 Leimöfenfür Tischler, Transportbehälter und Steckvorrichtungen für den VEB ESG Grimma hergestellt. Danach wurde es ein Betriebsteil des VEB Rationalisierung im Kombinat Spirituosen Berlin/VEB Wilsdruff. Es wurden weiterhin Leimöfen und Transportbehälter, aber auch NSW-Ersatzteile hergestellt.

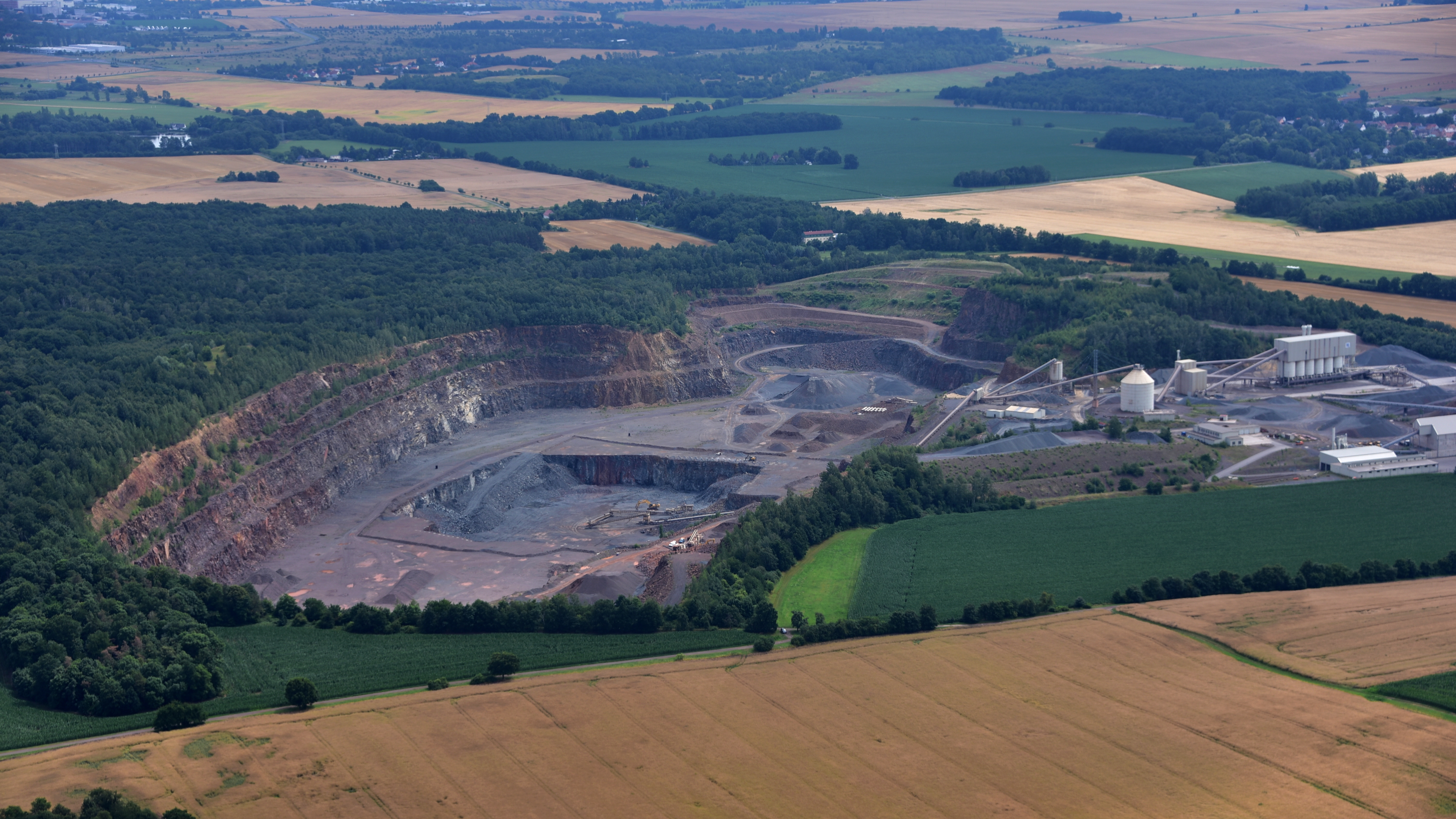
Großsteinberg, Quarzporphyrbruch, Luftaufnahme (2017)

#### Landwirtschaft
1952 schlossen sich sieben Bauern zu einer LPG zusammen, bis 1959 erhöhte sich die Zahl der zugehörigen Wirtschaften auf 22. 1960 waren alle örtlichen Wirtschaften genossenschaftlich organisiert. 1976 erfolgte der Zusammenschluss der Großsteinberger und Pomßener LPG zur LPG „Klara Zetkin“. Zwei Jahre darauf erfolgte eine Umstrukturierung zur Trennung von Tier- und Pflanzenproduktion. 1968/69 begann der Bau eines Agrochemischen Zentrums, welches 1970 seine Tätigkeit aufnahm Düngemittel für die Landwirtschaft zur Verfügung stellt. Es werden derzeit 26.000 ha Fläche betreut, die Zahl der Beschäftigten beträgt 140. Es kommen 3–4 Agrarflugzeuge zum Einsatz.

## In Großsteinberg geborene Persönlichkeit
- Petra Flemming (1944–1988), Malerin und Grafikerin